# Корда, Винсент
Винсент Корда (англ. Vincent Korda, настоящее имя Винце Келльнер (венг. Kellner Vince), 22 июня 1896 — 4 января 1979) — британский художник-постановщик венгерского происхождения.

## Биография
Родился в городе Туркеве в Австро-Венгрии. Младший брат кинорежиссёров Александра и Золтана Корды. В 1941 году за фильм «Багдадский вор» (1940) был удостоен премии «Оскар» за лучшую работу художника-постановщика. Номинировался на премию также за работы в фильмах «Леди Гамильтон» (1942), «Книга джунглей» (1943) и «Самый длинный день» (1963). Дважды был женат, став отцом писателя Майкла Корды от брака с британской актрисой Гертрудой Масгроув.

## Награды
- 1941 — Премия «Оскар» за лучшую работу художника-постановщика (цветной фильм) («Багдадский вор»)